# Río Bibey
Der Río Bibey (spanisch) bzw. Río Bibei (galicisch) ist ein ca. 97 Kilometer langer Fluss im Nordwesten Spaniens, der durch die Provinzen Zamora, Ourense und Lugo fließt. Er ist ein linker Nebenfluss des Río Sil.

## Verlauf
Der Río Bibey entspringt auf einer Höhe von ca. 1900 m beim Berg Moncalvo in der Provinz Zamora, Region Kastilien und León. Er fließt zunächst in südwestlicher Richtung, wobei er durch zwei Talsperren zu Stauseen aufgestaut wird. Bei Pías wendet er sich für ein kurzes Stück nach Westen. Danach fließt er bis zu seiner Mündung in nördlicher bzw. nordwestlicher Richtung und wird durch zwei weitere Talsperren zu Stauseen aufgestaut. In der Nähe der Ortschaft Montefurado mündet er in den Río Sil.
Die wichtigsten Nebenflüsse des Bibey sind der Río Jares und der Río Navea.

## Stauseen
Flussabwärts gesehen wird der Bibey durch die folgenden vier Talsperren zu den gleichnamigen Stauseen aufgestaut:
| Talsperre / Kraftwerk  | Betreiber | Max. Leistung (MW) | Stausee       | Oberfläche (km²) | Volumen (Mio. m³) |
| ---------------------- | --------- | ------------------ | ------------- | ---------------- | ----------------- |
| San Sebastián (⊙)      | Endesa    | 17,6               | San Sebastián | 1,94             | 46                |
| Pías (San Agustín) (⊙) | Endesa    | 62,88              | Pías          | 0,7              | 9                 |
| Bao (Ponte-Bibey) (⊙)  | Iberdrola | 313                | Bao           | 8,2              | 238               |
| Montefurado (⊙)        | Iberdrola | 44,29              | Montefurado   | 0,75             | 11                |

## Sonstiges
Im Unterlauf des Bibey, ca. 5 km flussaufwärts der Mündung des Navea, befindet sich die Römerbrücke Puente del Bibey (gal. Ponte do Bibei), die vermutlich während der Regierungszeit von Trajan errichtet wurde.